# Léon-Frédéric Rondeau
Pour les articles homonymes, voir Rondeau.
Léon-Frédéric Rondeau est une personnalité politique française de la monarchie de Juillet et de la IIe République né le 6 décembre 1793 à Argenton dans le département de l'Indre et mort le 2 septembre 1857 à Montargis dans le département du Loiret.
Il est député du Loiret à l'Assemblée nationale constituante de la Deuxième République.

## Biographie
Rondeau est longtemps agréé au tribunal de commerce de la Seine, puis se fait inscrire au barreau, s'occupe d'agriculture, se range sous Louis-Philippe dans l'opposition libérale, et préside le banquet réformiste de Montargis.
À la révolution de février 1848, il est nommé sous-commissaire du gouvernement provisoire à Montargis. Il est élu le 23 avril 1848 député du Loiret à l'Assemblée nationale constituante de la Deuxième République, le deuxième sur huit, par 67 859 voix (73 249 votants pour 88 000 inscrits) lors de des élections législatives françaises de 1848.
Il prend place à gauche, prend part au comité du travail, et vote pour le bannissement de la Maison d'Orléans, pour les poursuites contre le journaliste et historien français Louis Blanc, mais contre celles qui visaient Marc Caussidière, contre l'abolition de la peine de mort, contre l'impôt progressif, pour l'incompatibilité des fonctions, contre l'amendement Grévy, contre la sanction de la Constitution par le peuple, pour l'ensemble de la Constitution, contre la proposition Râteau, contre l'interdiction des clubs, contre l'expédition de Rome de 1849.
Dans la journée du 15 mai, ayant reconnu, dans un café du quai d'Orsay, Joseph Sobrier, rédacteur de la Commune de Paris, et l'un des envahisseurs de l'Assemblée, le fait immédiatement arrêter.
Après la session, il se présente, le 8 juillet 1849, à l'Assemblée législative dans le Loiret, en remplacement de M. Roger décédé, mais il est battu avec 2 007 voix, contre 23 006 à l'élu, de Lamartine, et 7 309 à Madier de Montjau.
Hostile au Second Empire, il pose sa candidature d'opposition au corps législatif dans la troisième circonscription du Loiret, le 22 juin 1857 mais n'obtient que 4 847 voix contre 13 685 à l'élu, candidat officiel de Grouchy.
Il meurt à l'âge de 63 ans le 2 septembre 1857 à Montargis.